# Carlos Borges
Carlos Ariel Borges (14. januar 1932 i Montevideo, Uruguay - 5. februar 2014) var en uruguayansk fodboldspiller (angriber).
Han spillede mellem 1954 og 1959 35 kampe og scorede 10 mål for Uruguays landshold. Han var blandt andet med på holdet der vandt Copa América i 1956, og var også med til at nå semifinalerne ved VM i 1954 i Schweiz.
På klubplan spillede Borges for Montevideo-storklubben Peñarol.